# Kim & Chang
Kim & Chang (金&張) ist die größte Anwaltskanzlei in Südkorea mit über 1000 Fachkräften. The American Lawyer (ALM) führte sie 2019 als einzige koreanische Anwaltskanzlei unter 'The Global 100' an.

## Geschichte
Kim & Chang wurde vom Anwalt Kim Young-moo in 1973 gegründet. Er studierte mehrere Jahre in den USA und wurde 1967 Master of Comparative Law an der University of Chicago Law School und Juris Doctor an der Harvard Law School in 1970. Als Anwalt war er in Südkorea sowie dem US-Bundesstaat Illinois zugelassen. Danach versuchte er, eine koreanische Anwaltskanzlei nach dem US-Standard aufzubauen und stellte dafür als Erster in Südkorea auch ausländische Rechtsanwälte ein. Nach der Gründung stieß sein langjähriger Freund Chang Soo-kil dazu und so entstand die heutige Bezeichnung der Anwaltskanzlei.